# Muscle palatoglosse
 (mars 2025).
Les informations dans cet article sont mal organisées, redondantes, ou il existe des sections bien trop longues. Structurez-le ou soumettez des propositions en page de discussion.
Avec le temps, il arrive que le contenu présent dans un article devienne désordonné. Il est souvent nécessaire de réorganiser l'article de fond en comble.
- Il faut tout d’abord répartir le contenu de l'article en plusieurs sections. Les informations doivent ensuite être exposées clairement et le plus synthétiquement possible, regroupées par sujet afin d'éviter les doublons. Quelqu'un cherchant une information précise doit pouvoir la trouver rapidement en lisant la section appropriée.
- À l'intérieur de chaque section, le texte, souvent initialement sous la forme de phrases éparses, doit être regroupé dans des paragraphes de quelques lignes, en assurant un enchaînement logique et une cohérence entre les phrases.
- Lorsque l'article ou l'une de ses sections développe trop longuement un point qui n'est pas dans le cœur du sujet traité, il convient de faire une synthèse et de transférer l'ancien contenu dans des articles plus appropriés (en cas de transfert, il faut impérativement respecter la procédure Aide:Scission).

Si vous pensez que ces points ont été résolus, vous pouvez retirer ce bandeau et améliorer le plan d'un autre article.
 (mars 2017).
Si vous disposez d'ouvrages ou d'articles de référence ou si vous connaissez des sites web de qualité traitant du thème abordé ici, merci de compléter l'article en donnant les références utiles à sa vérifiabilité et en les liant à la section « Notes et références ».
Le muscle palatoglosse (ou muscle glossostaphylin) est un muscle du palais mou et du gosier.
Dans la littérature, il est parfois répertorié comme un muscle de la langue, mais la nomenclature anatomique TA2 le classe dans les muscles du palais mou.

## Description
Le muscle palatoglosse est un muscle aplati et mince.

## Origine
Le muscle palatoglosse nait de la face inférieure de l'aponévrose palatine.

## Trajet
Le muscle palatoglosse descend latéralement et en avant, formant l'un des deux piliers antérieurs de l'isthme du gosier.

## Insertion
Le muscle palatoglosse se termine sur la face latérale de la langue, où il se mêle aux fibres musculaires intrinsèques de la langue.

## Innervation
Le muscle palatoglosse est innervé par une branche du nerf hypoglosse.

## Action
Le muscle palatoglosse élève la langue et rétrécit l'isthme du gosier.